# Saulakopf
Saulakopf är en bergstopp i Österrike.   Den ligger i distriktet Bludenz och förbundslandet Vorarlberg, i den västra delen av landet, 500 km väster om huvudstaden Wien. Toppen på Saulakopf är 2 517 meter över havet, eller 102 meter över den omgivande terrängen. Bredden vid basen är 0,73 km.
Terrängen runt Saulakopf är huvudsakligen mycket bergig. Närmaste större samhälle är Bludenz, 9,3 km norr om Saulakopf. 
Trakten runt Saulakopf består i huvudsak av gräsmarker. Runt Saulakopf är det ganska glesbefolkat, med 47 invånare per kvadratkilometer.